# Arinia congênita completa

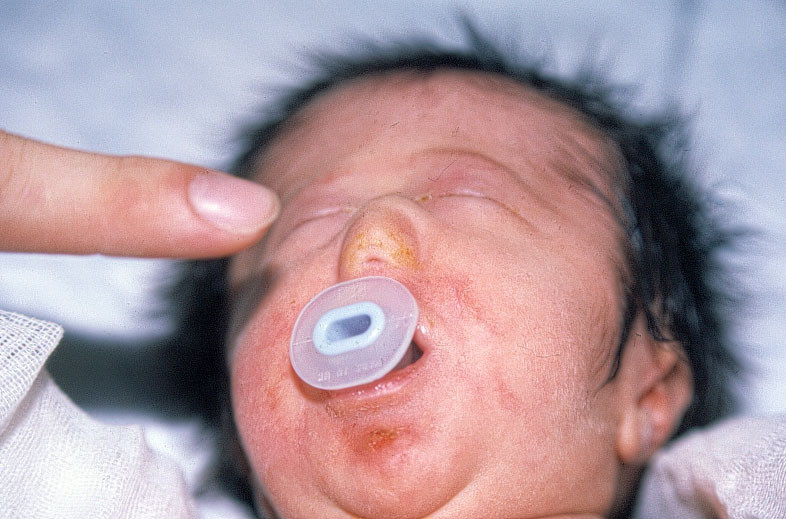
Bebê com Arinia.

Arinia congênita completa ou Agenesia do nariz é uma malformação rara do ser humano onde o feto nasce sem o nariz. Acredita-se que a origem embriológica do defeito seja o subdesenvolvimento dos placódios nasais.
A palavra é derivada do grego rhinos(nariz) com o prefixo de negação A.
Foi relatado poucos casos na literatura de língua inglesa.  As dificuldades respiratórias se evidenciam logo após o nascimento e requerem intubação orotraqueal imediata seguida de ventilação mecânica. 